# Pulsar
Pour les articles homonymes, voir Pulsar (homonymie).
Ne doit pas être confondu avec Blazar, Quasar, Microquasar ou Quasi-étoile.

Vue d'artiste de la mission Fermi de la NASA, d'un pulsar en rotation et de ses faisceaux de radiations.

Un pulsar est une étoile à neutrons tournant très rapidement sur elle-même (période typique de l'ordre de la seconde, voire beaucoup moins pour les pulsars milliseconde) et émettant un fort rayonnement électromagnétique dans la direction de son axe magnétique, allant de l'ordre de la milliseconde à quelques dizaines de secondes.

## Terminologie
Attesté dès 1969,, le substantif masculin pulsar (prononcé en français : /pyl.saʁ/ ) a été emprunté à l'anglais pulsar, un mot-valise de même sens, créé à partir de la locution pulsating star, (proprement « étoile pulsante »), composée de pulsating (« vibrant ») et star (« étoile »).
Le néologisme a d'abord été attribué à l'astronome et astrophysicien américain Frank Drake qui l'aurait proposé dès avril 1968, mais il s'avère qu'il est apparu antérieurement, la première fois dans une interview de l'astronome britannique Antony Hewish parue dans The Daily Telegraph du 5 mars 1968. Mais la véritable découverte des pulsars est à attribuer à Jocelyn Bell en 1967, alors étudiante en doctorat à l'université de Cambridge, où elle assistait l'astronome Anthony Hewish,.
Ce mot vient de ce que, lors de leur découverte, ces objets ont dans un premier temps été interprétés comme étant des étoiles variables sujettes à des pulsations très rapides. Cette hypothèse s'est rapidement révélée incorrecte, mais le nom est resté.
L'abréviation PSR est le sigle de l'anglais pulsating source of radio (emission), proprement « source pulsante d'ondes radio ».

## Généralités

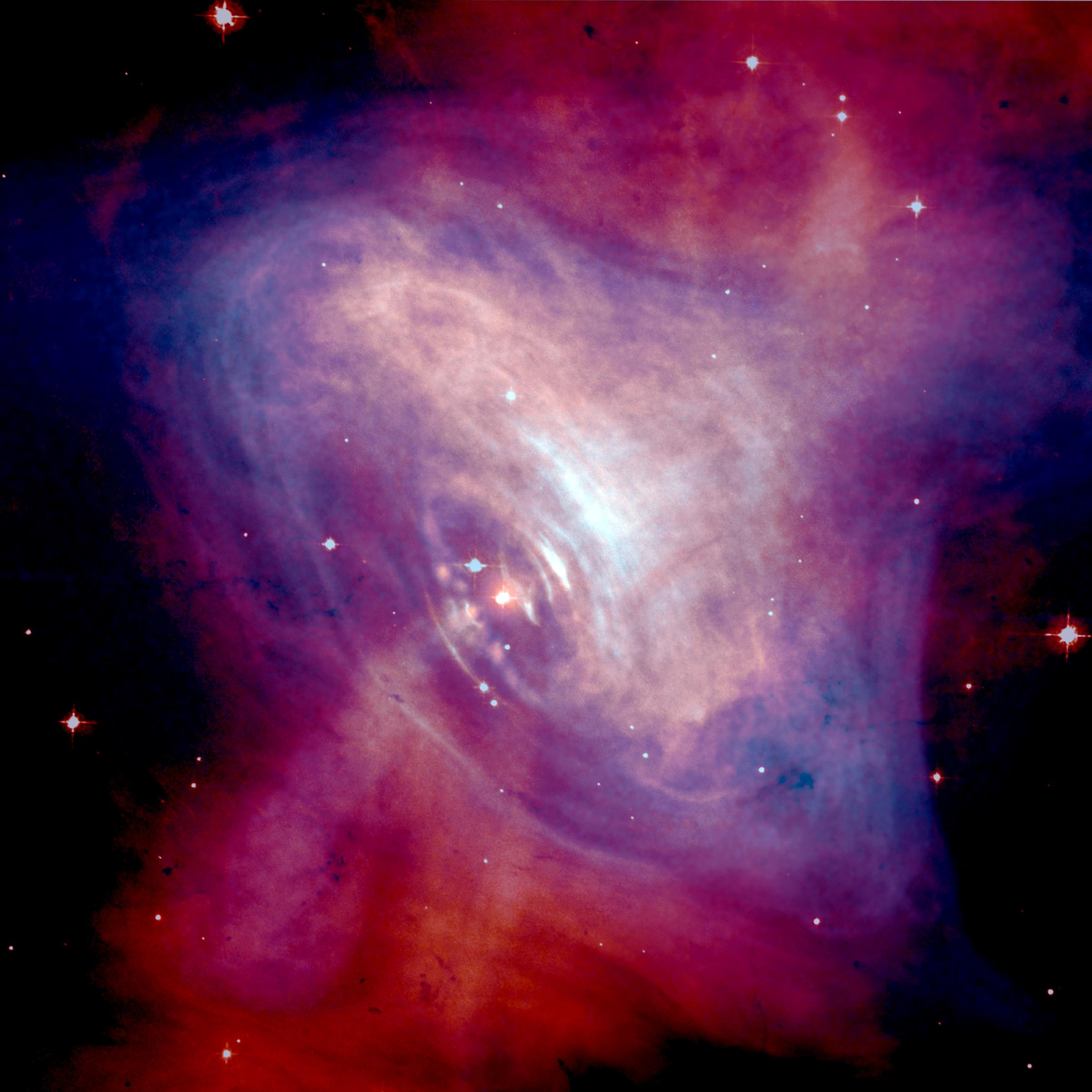
Image composite visible-rayon X du pulsar du Crabe, né de la supernova historique SN 1054, montrant le gaz environnant la nébuleuse agité par le champ magnétique et le rayonnement du pulsar. Image NASA.

L'axe magnétique d'une étoile à neutrons n'étant en général, à l'instar de la Terre, pas parfaitement aligné avec son axe de rotation, la région d'émission correspond à un instant donné à un faisceau, qui balaie au cours du temps un cône du fait de la rotation de l'astre. Un pulsar se signale pour un observateur distant sous la forme d'un signal périodique, la période correspondant à la période de rotation de l'astre. Ce signal périodique est extrêmement stable, car la rotation de l'astre l'est également, en général, toutefois sa périodicité ralentit presque toujours très légèrement au fil du temps, sur de longues observations.
Les pulsars sont issus de l'explosion d'une étoile massive en fin de vie, phénomène appelé supernova (supernovas à effondrement de cœur, mais l'autre classe de supernovas, les supernovas thermonucléaires ne laissant pas derrière elles de résidu compact, ni d'émission périodique), et toutes les supernovas à effondrement de cœur ne donnent pas naissance à des pulsars, certaines laissant derrière elles un trou noir. Si une étoile à neutrons a une durée de vie virtuellement infinie, le phénomène d'émission caractéristique d'un pulsar ne se manifeste en général fortement que pendant quelques millions d'années, après quoi il devient trop faible pour être détectable avec nos technologies actuelles.
Les pulsars ont été découverts de façon quelque peu fortuite, en 1967, par Jocelyn Bell (maintenant Jocelyn Bell-Burnell) et son directeur de thèse Antony Hewish,. Dans le laboratoire Cavendish de l'université de Cambridge, ils étudiaient des phénomènes de scintillation réfractive dans le domaine des ondes radio et avaient de ce fait besoin d'un appareil mesurant des variations d'un signal radio sur des courtes durées (une fraction de seconde). L'instrument a permis de détecter la variation périodique d'objets qui, considérés, un temps, pour plaisanter, comme des sources de signaux de communication émanant d'une intelligence extraterrestre, se sont avérés être des pulsars, le premier d'entre eux portant le nom de PSR B1919+21 (ou CP 1919 à l'époque). Sept ans plus tard, le prix Nobel de physique 1974, le premier prix Nobel récompensant des recherches en astronomie, fut attribué à Hewish et à son collaborateur Martin Ryle, pour leurs travaux pionniers dans le domaine de la radioastrophysique. Bien que la Fondation Nobel ait souligné le rôle décisif de Hewish dans la découverte des pulsars, elle n'a pas reconnu Jocelyn Bell comme codécouvreuse du nouvel objet astronomique. Une partie de la communauté des astronomes estimait que Bell n'avait fait que rendre compte, dans son travail de thèse, d'un phénomène qu'elle n'avait pas compris. D'autres scientifiques, dont Fred Hoyle, ont manifesté leur indignation devant ce qu'ils considéraient comme une injustice,.

Le pulsar des Voiles (ou pulsar de Vela) PSR B0833-45, et sa nébuleuse de vent de pulsar, vu par le télescope spatial Chandra de la NASA.

La découverte des pulsars a permis le développement important de très nombreuses disciplines de l'astrophysique, depuis les tests de la relativité générale et de la physique de la matière condensée jusqu'à l'étude de la structure de la Voie lactée, en passant bien sûr par les supernovas. L'étude d'un pulsar binaire, le PSR B1913+16, a pour la première fois permis de mettre en évidence la réalité du rayonnement gravitationnel prédit par la relativité générale, et a également été récompensée du prix Nobel de physique (Russell Alan Hulse et Joseph Hooton Taylor, en 1993).

Rayon gamma du pulsar des Voiles (ou pulsar de Vela) PSR B0833-45, vu par le télescope spatial Fermi Gamma-ray Space Telescope de la NASA.

Du fait que l'émission d'un pulsar est physiquement cantonnée dans les limites d'une surface conique, un grand nombre de pulsars sont inobservables depuis la Terre, car celle-ci ne se trouve pas dans le cône balayé par leurs faisceaux d'émission. Néanmoins, plus de 2 000 pulsars étaient connus en 2017), la quasi-totalité d'entre eux étant situés dans la Voie lactée et certains de ses amas globulaires, et d'autres, très peu nombreux, étant situés dans les deux Nuages de Magellan. Même un pulsar aussi énergétique que le pulsar le plus énergétique connu (le pulsar du Crabe, aussi appelé PSR B0531+21) serait a priori indétectable s'il était observé depuis la galaxie d'Andromède (M31), aussi la Voie lactée et les Nuages de Magellan sont-elles les seules galaxies où il semble envisageable d'étudier ces objets avec les technologies actuelles.

## Types de pulsar
Il existe une grande variété de types de pulsar (pulsars radio, pulsars X, pulsars X anormaux, magnétars, pulsars milliseconde), dont les propriétés dépendent essentiellement de leur âge et de leur environnement :

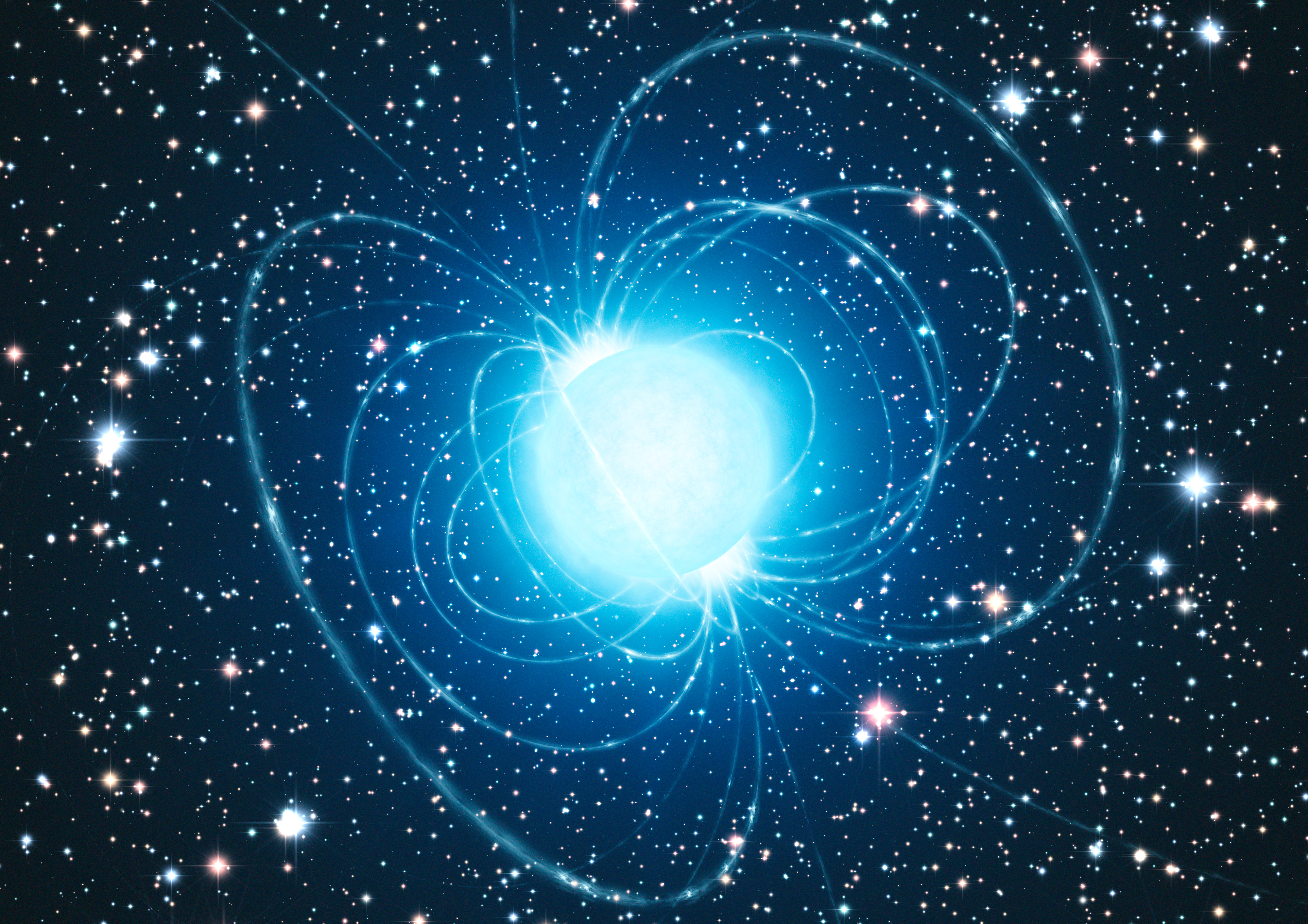
Vue d'artiste de l'ESO, du magnétar CXOU J164710.2−455216.

- Les pulsars radio représentent le gros de la population observée des pulsars. Il s'agit d'objets détectés dans le domaine des ondes radio par leur émission pulsée. Leur détection fait l'objet de techniques particulières, le caractère pulsé de l'émission étant relativement difficile à mettre en évidence, sauf propriétés spécifiques de certains de ces pulsars (pulses géants notamment). De façon paradoxale, le processus physique précis qui explique l'intense émission radio de ces objets n'est pas bien connu… ce qui n'empêche en rien d'étudier ces objets par son intermédiaire.
- Les pulsars X émettent dans le domaine des rayons X, caractéristique qui regroupe plusieurs phénomènes distincts. Cette émission en X n'est en général pas due à l'émission de leur surface, pourtant très chaude (plusieurs millions de kelvins, voire beaucoup plus), mais est produite à l'extérieur de celle-ci par des processus énergétiques résultant de la rotation rapide de l'étoile à neutrons. Une autre possibilité est qu'elle est due au dégagement d'énergie très intense causé par de la matière s'écrasant sur leur surface et échauffée lors de sa chute sur celle-ci. De tels pulsars sont situés au sein d'un système binaire dans lequel ils orbitent avec un compagnon qui est une étoile ordinaire. Si l'émission X de ce type d'objet est dans ce cas très facile à observer (l'énergie ainsi rayonnée est considérable, de l'ordre de 1031 watts, soit plusieurs dizaines de milliers de luminosités solaires), son caractère pulsé est en revanche bien plus difficile à mettre en évidence, au point que diverses sources de ce type (appelées pour des raisons évidentes binaires X) ne sont pas identifiables en tant que pulsars X[21].
- Les pulsars gamma sont comme leur nom l'indique des pulsars émettant dans le domaine des rayons gamma. Quand ces objets ne font pas partie d'un système binaire, leur émission gamma est rare (ou en tout cas difficilement détectable) : seuls 7 pulsars gamma sont connus début 2008, avant le lancement du satellite Fermi (en 2013 plus d'une centaine). Si l'on excepte les pulsars présents dans les systèmes binaires, la quasi-totalité des pulsars X et pulsars gamma sont aussi des pulsars radio. La seule (notable) exception à cette règle est PSR J0633+1746, plus connu sous le nom de Geminga, qui de façon paradoxale est une des sources gamma les plus puissantes du ciel, mais qui demeure à ce jour totalement indétectable en radio.
- Les pulsars X anormaux sont comme leur nom l'indique des pulsars X dont l'émission est « anormale », en l'occurrence, supérieure à l'émission maximale que ces objets devraient a priori avoir. Ils sont le signe qu'un autre processus physique, mal identifié à ce jour, leur confère une énergie importante.
- Les magnétars sont des pulsars dont le champ magnétique est extrêmement élevé (jusqu'à 1011 teslas). De tels objets sont vraisemblablement très jeunes. Il n'est pas bien établi si ces objets sont intrinsèquement rares ou s'ils représentent un état transitoire bref mais normal de la vie d'un pulsar.
- Les pulsars milliseconde sont des pulsars très âgés, dotés d'un champ magnétique très faible (pour un pulsar, soit quand même de l'ordre de 104 teslas) mais d'une vitesse de rotation très élevée. Ces pulsars sont souvent en orbite autour d'un compagnon, en général étoile ou naine blanche. La présence de ce compagnon semble jouer un rôle crucial dans la formation de ces objets.

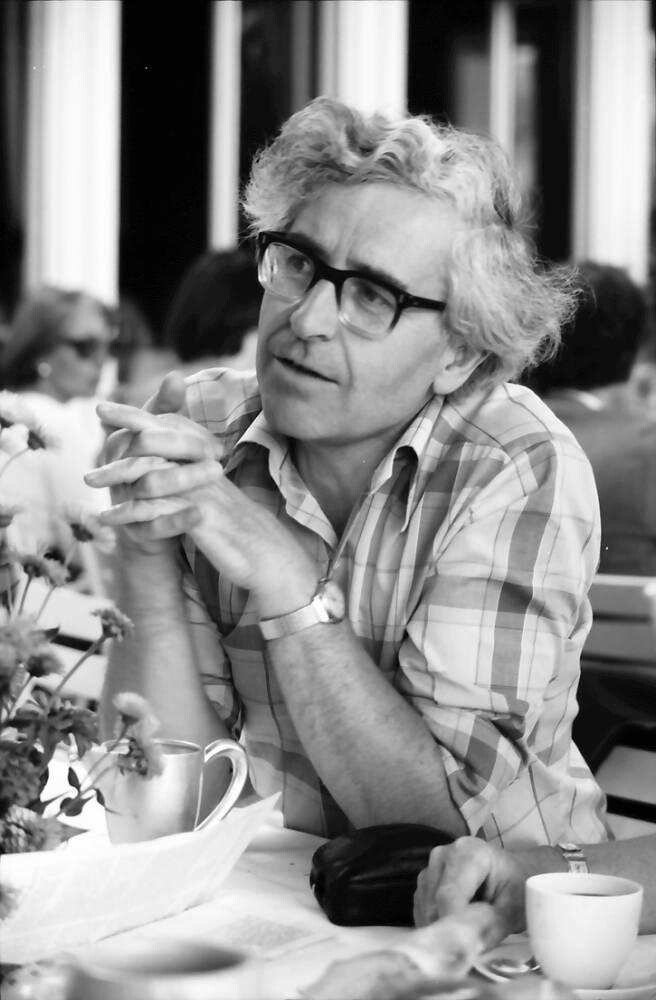
L'astronome britannique Antony Hewish, en 1976, prix Nobel de physique 1974 pour son rôle décisif dans la découverte des pulsars.

## Historique de la découverte

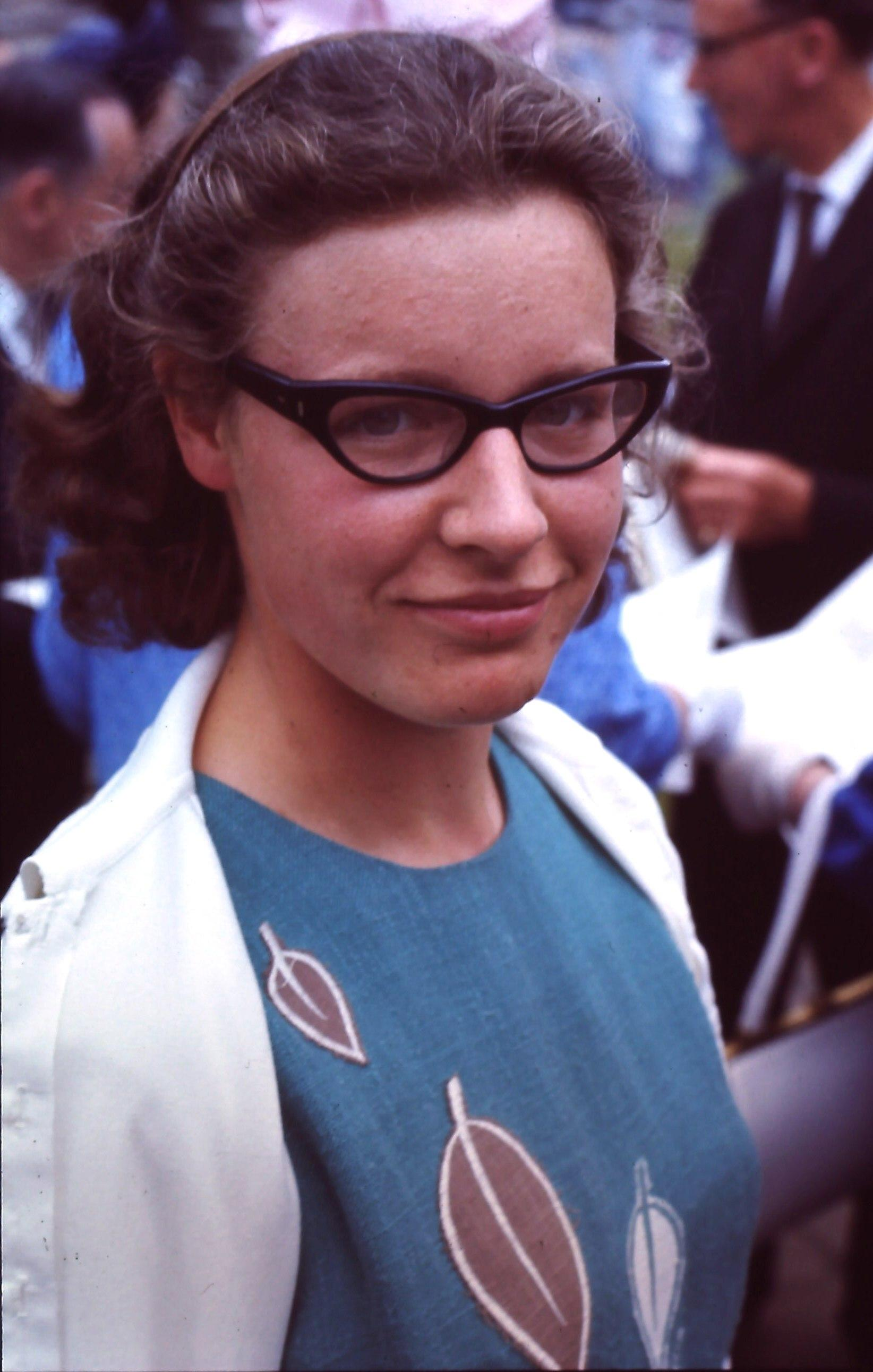
L'astrophysicienne britannique Jocelyn Bell, étudiante en 1967.

Les pulsars ont été découverts en 1967 par Jocelyn Bell (alors étudiante âgée de 24 ans) et son directeur de thèse Antony Hewish, à l'université de Cambridge, alors qu'ils étudiaient la scintillation des quasars avec leur radiotélescope Interplanetary Scintillation Array (en) de l'Observatoire de radioastronomie Mullard près de Cambridge. Ils trouvèrent un signal très régulier, constitué de courtes impulsions de rayonnement se répétant de façon très régulière (la période de 1,337 301 192 seconde étant ultérieurement mesurée avec une très haute précision). L'aspect très régulier du signal plaidait pour une origine artificielle, mais une origine terrestre était exclue, car le temps qu'il prenait pour réapparaitre était un jour sidéral et pas un jour solaire, indiquant une position fixe sur la sphère céleste, chose impossible pour un satellite artificiel.
Ce nouvel objet fut baptisé CP 1919 pour « Cambridge Pulsar à 19 h 19 d'ascension droite » et est nommé aujourd'hui PSR B1919+21 pour « Pulsar à 19 h 19 en ascension droite et +21° de déclinaison ». Jean-Pierre Luminet indique que « lors de la découverte de ces objets extraordinaires, en 1967, certains astronomes ont d’abord cru qu’il s’agissait de signaux artificiels émis par des intelligences extra-terrestres, car la régularité de la pulsation paraissait surnaturelle » : le premier pulsar a ainsi été baptisé « LGM-1 » — et ainsi de suite pour les suivants : LGM-2, etc. — pour Little Green Men-1 (litt. « petits hommes verts-1 »). Après maintes spéculations, il fut admis que le seul objet naturel qui pourrait être responsable de ce signal était une étoile à neutrons en rotation rapide. Ces objets n'avaient pas encore à l'époque été observés, mais leur existence comme produit de l'explosion d'une étoile massive en fin de vie ne faisait guère de doute. La découverte du pulsar PSR B0531+21 au sein de la nébuleuse du Crabe (M1), résultat de la supernova historique SN 1054 abondamment décrite par les astronomes d'Extrême-Orient (Chine, Japon) acheva de parfaire l'identification entre pulsars et étoiles à neutrons.

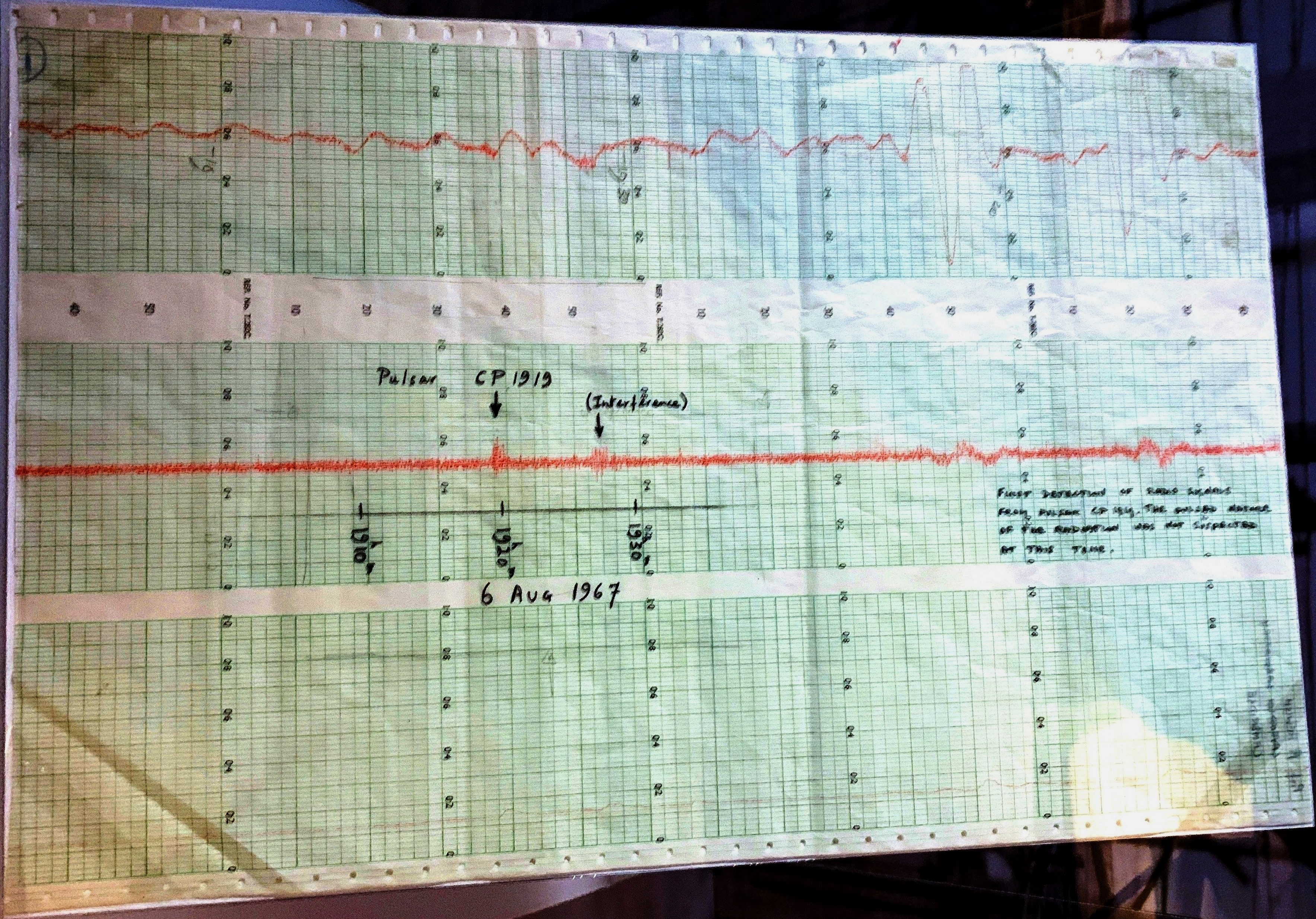
Graphique du radiotélescope Interplanetary Scintillation Array, sur lequel Jocelyn Bell a reconnu pour la première fois la présence d’un pulsar CP 1919 ou LGM-1 (Little Green Men-1, Petits hommes verts-1) plus tard désigné PSR B1919+21, exposé à la bibliothèque de l'université de Cambridge.

La population de pulsars s'enrichit peu à peu de nouveaux objets, dont certains avaient des propriétés atypiques. Ainsi, le premier pulsar binaire, c'est-à-dire faisant partie d'un système binaire fut découvert en 1974. Il possédait la propriété remarquable de posséder comme compagnon une autre étoile à neutrons, formant avec lui un système binaire en orbite extrêmement serrée, au point que la gravitation universelle ne permet pas d'expliquer les détails de l'orbite du pulsar, révélée par les modulations des temps d'arrivée de l'émission pulsée de ces objets. La précision élevée des mesures a permis aux astronomes de calculer la perte d'énergie orbitale de ce système, que l'on attribue à l'émission d'ondes gravitationnelles. Un système encore plus remarquable fut découvert en 2004, le pulsar double PSR J0737-3039. Ce système est composé de deux étoiles à neutrons, qui sont toutes deux vues comme des pulsars. Ils forment le système avec une étoile à neutron le plus serré connu à ce jour, avec une période orbitale d'environ deux heures. Encore plus remarquable, l'inclinaison de ce système est très basse (le système est quasiment vu dans son plan orbital), au point qu'un phénomène d'éclipse se produit pendant quelques dizaines de secondes lors de la révolution du système. Cette éclipse n'est pas due au masquage du pulsar d'arrière-plan par la surface de celui d'avant-plan, mais au fait que les pulsars sont entourés d'une région fortement magnétisée, la magnétosphère, siège de phénomènes électromagnétiques complexes. Cette magnétosphère est susceptible d'empêcher la propagation du rayonnement issu du pulsar d'arrière-plan, offrant l'opportunité unique d'étudier la structure de la magnétosphère de ces objets.
Dans les années 1980, on découvrit les pulsars milliseconde, qui, comme leur nom l'indique, possèdent des périodes de quelques millisecondes (typiquement entre 2 et 5). Depuis 1982, le pulsar PSR B1937+21 possédait la fréquence de rotation la plus élevée. Sa fréquence de rotation s'élevait à 642 Hz. Au cours du mois de janvier 2006, une publication a fait état de la détection d'un pulsar baptisé PSR J1748-2446ad (ou Ter5ad pour faire plus court, le pulsar étant situé au sein de l'amas globulaire Terzan 5) et dont la fréquence de rotation s'élève à 716 Hz. La recherche des pulsars à la rotation la plus rapide est d'un intérêt élevé pour l'étude de ces objets. En effet, leur période de rotation maximale est directement liée à leur taille : plus leur taille est petite, plus leur vitesse de rotation maximale peut être élevée, ceci parce que la vitesse de rotation d'un objet est limitée par le fait que la force centrifuge ne peut excéder la force de gravitation, sans quoi l'objet perdrait spontanément la masse située dans ses régions équatoriales. La force centrifuge subie par les régions équatoriales augmente avec la taille de l'objet, alors que sa gravité de surface diminue. Un objet en rotation très rapide est ainsi signe d'un objet intrinsèquement petit, ce qui peut permettre de fixer sa structure interne, une étoile à neutrons très petite étant signe non pas d'un objet peu massif, mais d'un objet très compact.

## Observation et détection des pulsars
Les pulsars sont en général plus facilement observables en radio. Leur détection requiert par contre un certain soin. En effet, la vitesse de propagation des ondes radio est très légèrement inférieure à celle de la lumière du fait de la densité très faible mais non nulle du milieu interstellaire. Les calculs indiquent que cette vitesse de propagation dépend de la longueur d'onde d'observation. En conséquence de quoi, le train de pulses d'un pulsar va arriver décalé d'une fréquence à l'autre, ce que l'on appelle mesure de dispersion. Si l'on observe sur une bande de fréquence trop large, alors le décalage des temps d'arrivée peut devenir supérieur à la période du pulsar, et l'on perd l'émission périodique de celui-ci. Pour détecter un pulsar, il convient donc d'observer des bandes de fréquences très étroites. Le problème est alors que la densité de flux reçue est très faible. En pratique, l'on contourne le problème en observant plusieurs bandes de fréquence et en regardant si l'on arrive à les combiner en un signal périodique une fois supposée la présence de dispersion.
Le tableau ci-dessous liste les principales opérations dédiées sur l'un des grands radiotélescopes terrestres en vue de détecter des pulsars.
| Observatoire | Fréquence de recherche (MHz) | Canaux et bande passante (MHz) | Échantillonnage (ms) | Sensibilité (mJy) | Région couverte                               | Nombre de pulsars découverts | Année et références |
| ------------ | ---------------------------- | ------------------------------ | -------------------- | ----------------- | --------------------------------------------- | ---------------------------- | ------------------- |
| Molonglo     | 408                          | 4                              | -                    | -                 | -                                             | 31                           | 1968, 1969          |
| Jodrell Bank | 408                          | 4                              | 40                   | 10                | 0°<l<40° \|b\|<10°                            | 31                           | 1970,               |
| Arecibo      | 430                          | 8                              | 5,6                  | -                 | 35°<l<75° et 170°<l<75° \|b\|<4°              | 31                           | 1974, 1975          |
| Molonglo     | 408                          | 4                              | 10                   | -                 | δ<20°                                         | 155                          | 1978                |
| Green Bank   | 408                          | 16                             | 16                   | -                 | δ>20°                                         | 23                           | 1982                |
| Green Bank   | 390                          | 16                             | 16                   | 2                 | δ<-18°                                        | 34                           | 1985,               |
| Green Bank   | 390                          | 8                              | 2                    | 3                 | 3 725 degrés carrés                           | 20                           | 1986                |
| Jodrell Bank | 1400                         | 40                             | 2                    | 1                 | -5°<l<95°, \|b\|<1° et 95°<l<105°, \|b\|<0,6° | 40                           | 1992                |
| Parkes       | 1500                         | 80 et 320                      | 0,3 et 1,2           | 2,5 et 1,0        | 270°<l<20° \|b\|<10°                          | 46                           | 1992                |
| Arecibo      | 430                          | 10                             | 0,25                 | 0,2               | 9 128 degrés carrés                           | 19                           | 1995                |
| Parkes       | 436                          | 32                             | 0,3                  | 3                 | Ciel austral complet                          | 101                          | 1996                |
| Arecibo      | 430                          | 8                              | 0,25                 | 0,5               | 680 degrés carrés                             | 12                           | 1996                |
| Arecibo      | 430                          | 8                              | 0,2 et 0,3           | 0,7               | 960 degrés carrés                             | 12                           | 1996                |
| Parkes       | 1374                         | 96×3                           | 0,125                | 0,5               | 260°<l<50° 5°<\|b\|<10°                       | 69                           | 2001                |
| Parkes       | 1374                         | 96×3                           | 0,25                 | 0,17              | 260°<l<50° \|b\|<5°                           | 700                          | 2001, 2002, 2003    |

## Physique des pulsars

### Origine de l'émission «pulsée»

Illustration de l'effet « phare » produit par un pulsar.

Les impulsions observées sont produites par un rayonnement issu de l'étoile à neutrons en rotation. Du fait que le rayonnement n'est pas isotrope, la rotation de l'étoile provoque une modulation temporelle à la réception. L'interprétation en est que les processus de rayonnement sont liés au champ magnétique de l'étoile à neutrons, et que l'axe du champ magnétique n'est pas aligné avec l'axe de rotation de l'étoile. Ainsi, le rayonnement, dont il semble vraisemblablement qu'il soit centré sur les pôles magnétiques de l'étoile, est-il reçu sous forme de deux faisceaux orientés dans des directions opposées, ces deux faisceaux balayant l'espace, du fait de la rotation de l'étoile à neutron en formant un cône d'émission d'une certaine ampleur, à la manière de la lumière projetée par un phare côtier.
La modélisation la plus convaincante du scénario ci-dessus considère l'étoile à neutrons comme un dipôle magnétique en rotation.
Le champ magnétique est supposé dipolaire et aligné avec l'axe de rotation de l'étoile à neutrons. Le fort champ magnétique de l'étoile à neutrons, couplé avec la vitesse élevée de sa rotation, induit un fort champ électrique. Celui-ci enlève des particules chargées de la surface de l'étoile à neutrons et en emplit la magnétosphère. Dans celle-ci, les particules chargées sont en corotation avec l'étoile à neutrons jusqu'à un rayon caractéristique : c'est le rayon du cylindre de lumière, où la vitesse des particules chargées atteint la vitesse de la lumière dans le vide. Au-delà du rayon du cylindre de lumière, les lignes de champ magnétique s'ouvrent car, si elles restaient fermées, la vitesse des particules chargées excèderait celle de la lumière dans le vide. Les particules chargées s'échappent via les lignes de champ ouvertes : c'est le vent de pulsar. Le long des lignes de champ ouvertes, plus près de la surface de l'étoile à neutrons, les particules chargées sont accélérées par les différences de potentiels. Les particules chargées accélérées émettent un rayonnement électromagnétique. Si l'axe du champ magnétique n'est pas aligné avec l'axe de rotation, un observateur peut détecter des impulsions périodiques de rayonnement électromagnétique et l'étoile à neutrons est alors un pulsar.
Une telle configuration est amenée à perdre de l'énergie lors de sa rotation, et la période des signaux du pulsar doit peu à peu s'allonger avec le temps. Ce phénomène de ralentissement des pulsars est en effet observé de façon quasi systématique pour ces objets. De façon plus précise, il est possible de prédire la forme exacte du ralentissement observé des pulsars. D'une part, il est possible de comparer l'âge déduit de l'observation du ralentissement avec l'âge réel du pulsar quand celui-ci est connu (comme pour le pulsar du Crabe), d'autre part, la loi d'évolution temporelle de la période de rotation du pulsar doit dépendre d'un paramètre appelé indice de freinage, dont la valeur attendue est 3. Cet indice est malheureusement assez difficile à mesurer (il ne peut être mis en évidence en quelques années que sur des pulsars jeunes), mais la valeur trouvée est souvent relativement proche de 3, quoique presque systématiquement inférieure à cette valeur. La raison de cet écart n'est pas bien connue à l'heure actuelle.

### La population des pulsars: le diagramme «P-P point»

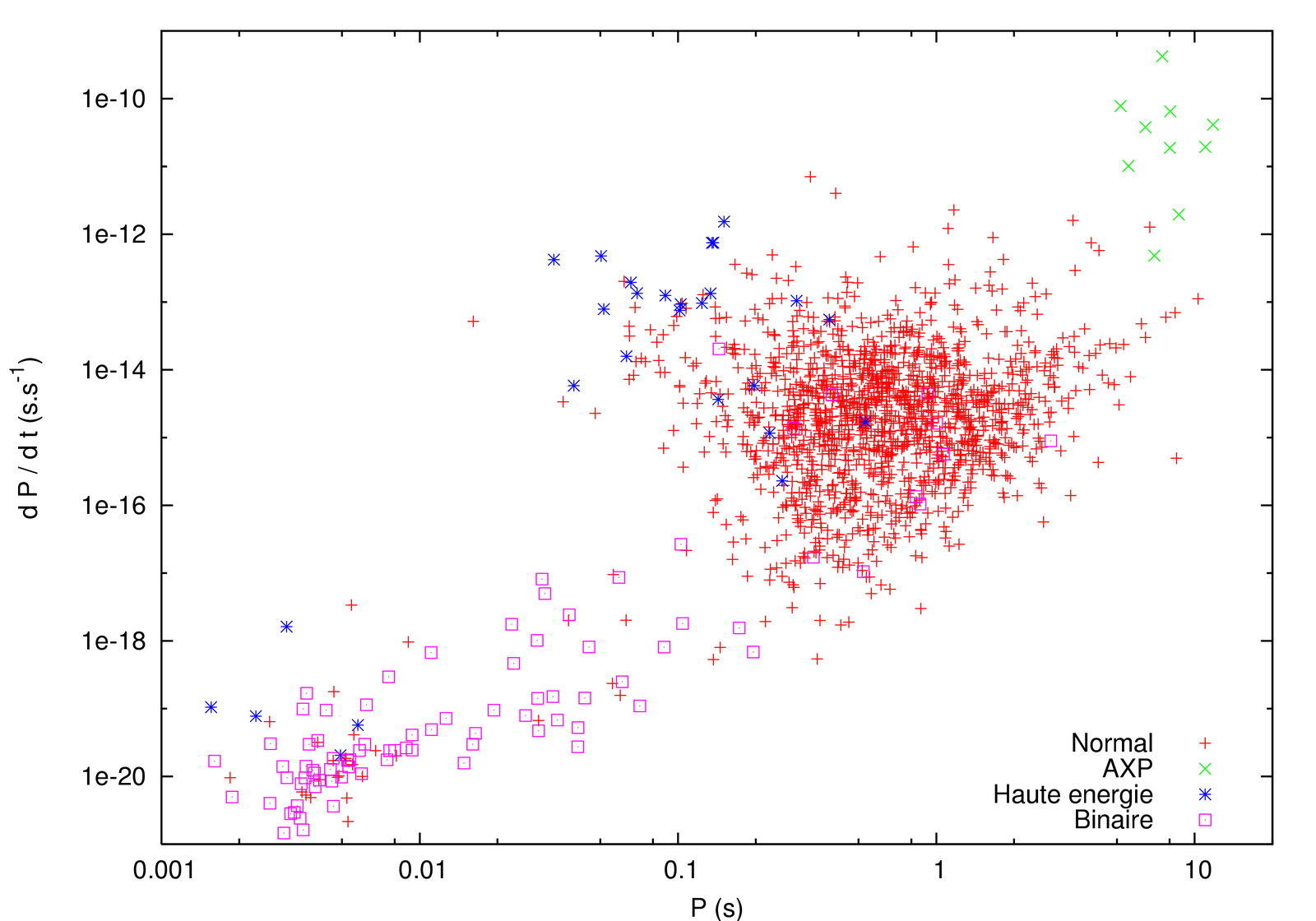
Représentation de l'ensemble de pulsars connus début 2008 dans un diagramme montrant en abscisse leur période P (exprimée en secondes) et en ordonnée leur ralentissement (exprimé en secondes par seconde, soit un nombre sans dimension). Quelques types de pulsar sont représentés par divers codes de couleurs. Les pulsars ordinaires sont en rouge (+), les pulsars possédant une émission de haute énergie sont en bleu (*), parmi ceux-ci les pulsars X anormaux sont en vert (×) et les pulsars présents dans les systèmes binaires sont en violet (carrés). De façon manifeste, les différentes sous-classes de pulsars ne se répartissent pas aléatoirement dans le diagramme.

Le phénomène de ralentissement des pulsars se traduit par une lente augmentation de leur période P. Cet accroissement est traditionnellement noté {\displaystyle {\dot {P}}} (prononcer P point, P dot en anglais), la dérivée temporelle d'une quantité physique étant en général notée avec un point surmontant ladite quantité. Le temps caractéristique avec lequel la période augmente est de l'ordre de l'âge du pulsar. Ces objets étant pour la plupart détectables pendant plusieurs millions d'années, le taux d'accroissement de la période d'un pulsar est extrêmement lent. Même si ce taux d'accroissement est relativement facile à mettre en évidence (en quelques heures d'observation seulement), il n'en demeure pas moins que les pulsars peuvent être vus comme des horloges naturelles extraordinairement stables, dont la stabilité à long terme est comparable à celle des meilleures horloges atomiques terrestres.
Le diagramme P-P point révèle plusieurs types de pulsar.
- Le gros de la population des pulsars a une période de rotation centrée sur une seconde (entre 0,2 et 2 secondes) et un ralentissement entre 10-14 et 10-16. Ces deux chiffres illustrent l'extrême stabilité du signal émis par un pulsar. Le temps caractéristique mis par sa période pour varier d'un facteur 2 (en supposant que la période varie linéairement avec le temps) est égal à {\displaystyle P/{\dot {P}}}, soit, avec des valeurs de 1 seconde et 10-15 pour la période et le ralentissement, 1015 secondes, soit plusieurs dizaines de millions d'années. L'amplitude du ralentissement est directement liée au champ magnétique du pulsar. Celui-ci est extrêmement élevé, essentiellement parce que lors de l'effondrement du cœur de l'étoile qui donne naissance à la supernova, le flux magnétique B R2 est conservé, où B est le champ magnétique et R le rayon de l'étoile. R passant d'une valeur de plusieurs dizaines de milliers de kilomètres à une dizaine de kilomètres, le champ magnétique se voit considérablement augmenté.
- Certains pulsars ne sont pas uniquement observés dans le domaine radio, mais présentent une émission modulée de haute énergie, c'est-à-dire dans le domaine des rayons X ou des rayons gamma. Ces pulsars ont un ralentissement très élevé, supérieur à 10-14 voire 10-10. La valeur élevée du ralentissement indique des objets jeunes, hypothèse compatible avec une émission de haute énergie. Ces pulsars à émission de haute énergie se scindent en deux populations distinctes : une avec une courte période (de l'ordre de 0,1 seconde) et un ralentissement modérément élevé (entre 10-13 et 10-14 s.s-1, l'autre avec une période très longue (entre 5 et 12 secondes) et un ralentissement très élevé (pouvant dépasser 10-10 s.s-1). Cette seconde classe représente ce que l'on appelle les pulsars X anormaux (voir ci-dessous).
- Il existe des pulsars situés dans des systèmes binaires. Ceci n'est pas surprenant dans la mesure où la majorité des étoiles naissent dans les systèmes binaires. Une étoile a une durée de vie, d'autant plus brève que sa masse est élevée. Une étoile massive, à même de produire en fin de vie une supernova puis une étoile à neutrons, va ainsi laisser cette dernière en orbite autour de son compagnon. Il peut paraître surprenant qu'un système binaire survive à une explosion de supernova. Les calculs indiquent cependant que c'est le cas. Dans une telle configuration, la seconde étoile va poursuivre son évolution. Lors de celle-ci, elle va être susceptible de perdre de la masse, par exemple en raison du phénomène de vent stellaire, ou lors d'une phase dite de géante rouge, où son volume augmente considérablement au point qu'une partie de ses couches externes soient captées par l'étoile à neutron voisine (on parle alors d'accrétion). Dans un tel cas, la matière ainsi arrachée suit une trajectoire complexe avant de s'écraser en spiralant à la surface de l'étoile à neutrons, à laquelle elle confère le moment cinétique qu'elle a acquis. Ce phénomène provoque une accélération de la période de rotation du pulsar, qui se voit ainsi « recyclé », acquérant une nouvelle fois une période de rotation très rapide, typiquement de 2 à 20 millisecondes. De tels pulsars sont appelés pulsars milliseconde. Leur ralentissement est par contre très faible, signe que leur champ magnétique a considérablement baissé. La raison expliquant ce phénomène est mal connue aujourd'hui, il semble qu'elle soit intimement liée au processus d'accrétion qui recycle le pulsar.

### Évolution des pulsars
Partant d'une période de rotation initiale sans doute très rapide (quelques dizaines de millisecondes, voire quelques millisecondes seulement), les pulsars ralentissent lentement. De temps en temps, on observe de très brusques, mais très faibles, variations de cette vitesse de rotation, un phénomène appelé glitch. Une interprétation de ce phénomène était que le pulsar devait régulièrement ajuster la forme de sa croûte solide, du fait du ralentissement de sa rotation, la croûte devant devenir de plus en plus sphérique. On parle ainsi de « tremblement d'étoile », bien que le terme de « tremblement de croûte » soit plus opportun (starquake ou crustquake en anglais, par analogie à earthquake qui signifie « tremblement de terre »). Cette interprétation est compatible avec les observations pour certains pulsars, mais se heurte au comportement d'autres pulsars, notamment celui de Vela. Il est aujourd'hui établi qu'au moins pour certains pulsars, le phénomène de glitch est dû à un couplage complexe entre la croûte solide de l'étoile à neutrons et son cœur, qui est superfluide. Un modèle décrit ainsi l'étoile à neutrons comme composée de deux couches, la croûte et le cœur, qui voient leur rotation amenée à se désolidariser brusquement avant que par viscosité les deux se synchronisent à nouveau (à l'instar d'un œuf frais auquel on impose de l'extérieur un mouvement de rotation : la rotation de la coquille de l'œuf, au début rapide, va ralentir à mesure que les forces visqueuses entraînent le blanc et le jaune de l'œuf dans une rotation à la même vitesse que celle de la coquille, mais du fait de la conservation du moment cinétique global, la rotation d'ensemble à la configuration d'équilibre entre les couches, en rotation synchrone, est plus lente que celle d'origine, où seule la coquille est en rotation).

## Dans les arts et la culture
- Les pulsars ont été utilisés dans des compositions musicales pour leur aspect métronomique, notamment dans Le Noir de l'étoile de Gérard Grisey[47] (1990), ou Pulstar, de Vangelis, dans son album Albedo 0.39 (1976)
- La pochette de l'album Unknown Pleasures (1979) du groupe Joy Division[22] représente les ondes du tout premier pulsar découvert (le pulsar CP 1919).
- Les pulsars sont au cœur du jeu de société Pulsar 2849 (2017), de Vladimir Suchy.